# Żyły międzyżebrowe tylne

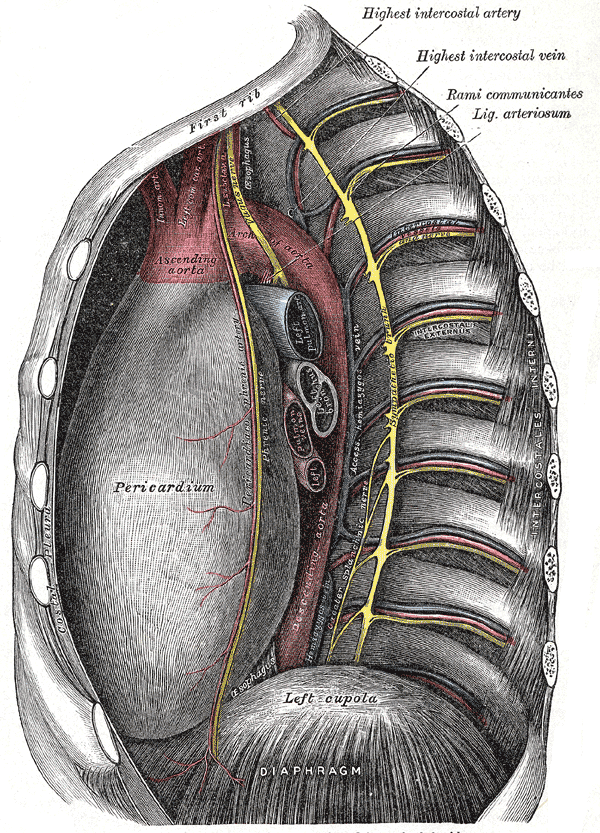
Naczynia i nerwy klatki piersiowej. Żyły międzyżebrowe tylne widoczne w prawej części ilustracji, oznaczone niebieskim kolorem.

Żyły międzyżebrowe tylne (łac. venae intercostales posteriores) – w anatomii człowieka grupa ośmiu (czasem siedmiu) żył odprowadzających krew ze ściany klatki piersiowej i części piersiowej rdzenia kręgowego. Każda z żył międzyżebrowych tylnych przebiega pojedynczo w bruździe jednego żebra (od IV do XI żebra), towarzysząc tam tętnicy międzyżebrowej tylnej i nerwowi międzyżebrowemu, spośród których leży najwyżej, przykryta wewnętrzną powierzchnią żebra, dzięki czemu jest spośród tych trzech struktur najlepiej chroniona przed urazami. Górne żyły mają najmniejszą średnicę, ku dołowi są coraz szersze. Trzy lub cztery górne żyły każdej strony łączą się we wspólne pionowe naczynie – żyłę międzyżebrową górną, z których prawa wpada do żyły nieparzystej lub żyły ramienno-głowowej prawej, a lewa do żyły ramienno-głowowej lewej, zespalając się też z żyłą nieparzystą krótką dodatkową. Pozostałe żyły międzyżebrowe tylne uchodzą bezpośrednio do żyły nieparzystej (żyły strony prawej) i do żyły nieparzystej krótkiej dodatkowej (żyły strony lewej), przy czym przy niektórych odmiennościach anatomicznych także wszystkie żyły strony lewej mogą wpadać do żyły nieparzystej. Przy swoim ujściu żyły międzyżebrowe tylne posiadają zastawki. Tworzą zespolenia z żyłami międzyżebrowymi przednimi i żyłami żebrowo-pachowymi. Ich odpowiednikiem pod XII żebrem jest żyła podżebrowa.